# Lasioglossum anhypops
Lasioglossum anhypops är en biart som beskrevs av Mcginley 1986. Lasioglossum anhypops ingår i släktet smalbin, och familjen vägbin. Inga underarter finns listade i Catalogue of Life.